# Lista zamachów terrorystycznych w 2011
Poniższe zestawienie prezentuje największe zamachy terrorystyczne w roku 2011. Podczas niego miało miejsce 10 283 zamachów (rok wcześniej 11 641), podczas których zginęło lub zostało rannymi 43 990 osób (rok wcześniej 49 928), co było potwierdzeniem XXI-wiecznych trendów, zgodnie z którymi terroryzm jest coraz mniejszym zagrożeniem.

## Styczeń
| Data        | Zabici | Ranni | Miejsce     | Opis                                                                        |
| ----------- | ------ | ----- | ----------- | --------------------------------------------------------------------------- |
| 1 stycznia  | 21     | 97    | Aleksandria | Wybuch bomby o północy przed wejściem do koptyjskiego kościoła al-Qidiseen. |
| 1 stycznia  | 4      | 26    | Abudża      | Wybuch bomby na zatłoczonym targowisku.                                     |
| 12 stycznia | 18     | 15    | Bannu       | Eksplozja samochodu wyładowanego materiałami wybuchowymi pod meczetem.      |
| 17 stycznia | 18     | 11    | Hangu       | Wybuch bomby pod kołami minibusu.                                           |
| 18 stycznia | 60     | 150   | Tikrit      | Zamach samobójczy w policyjnym punkcie werbunkowym.                         |
| 19 stycznia | 15     | 50    | Dijala      | Zamachowiec jadący karetką wysadził się w powietrze.                        |
| 19 stycznia | 13     | 0     | Paktika     | 13 cywilów zginęło w wyniku wybuchu przydrożnej miny-pułapki.               |
| 20 stycznia | 50     | 150   | Karbala     | W podwójnym zamachu terrorystycznym zginęło co najmniej 50 osób.            |
| 24 stycznia | 30     | 70    | Karbala     | Zamach na szyickich pielgrzymów.                                            |
| 24 stycznia | 36     | 180   | Moskwa      | Podłożono ładunek wybuchowy na lotnisku Domodiedowo w Moskwie.              |
| 27 stycznia | 48     | 70    | Bagdad      | Wybuch samochodu-pułapki na ceremonii pogrzebowej.                          |
| 31 stycznia | 4      | 0     | Peszawar    | Dwa ataki terrorystyczne w centrum miasta.                                  |

## Luty
| Data      | Zabici | Ranni | Miejsce      | Opis |
| --------- | ------ | ----- | ------------ | --- |
| 9 lutego  | 8      | 83    | Kirkuk       | Potrójny wybuch samochodów-pułapek... |
| 10 lutego | 31     | 42    | Mardan       | Nastoletni zamachowiec-samobójca odpalił bombę w tłumie rekrutów odbywających poranną musztrę.                                                             |
| 12 lutego | 28     | 24    | Samarra      | Zamach samobójczy wymierzony w szyickich pielgrzymów. |
| 17 lutego | 13     | 13    | Mukdadija    | Wybuch samochodu-pułapki w salonie samochodowym. |
| 18 lutego | 11     | 40    | Chost        | Eksplozja samochodu-pułapki na zatłoczonej ulicy. |
| 19 lutego | 38     | 70    | Dżalalabad   | Atak na bank. Według rzecznika gubernatora prowincji, uzbrojeni mężczyźni wdarli się do oddziału Kabul Banku i oddano strzały. Za atakiem stoją talibowie. |
| 21 lutego | 28     | 36    | Kunduz       | Cywile zginęli w zamachu-samobójczym na gmach rządowy w prowincji Kunduz.                                                                                  |
| 24 lutego | 13     | 18    | Ramadi       | Zamach samobójczy i zdetonowanie bomby drogowej przez członków Al-Kaidy.                                                                                   |
| 26 lutego | 11     | 18    | Farjab Chost | Zamach samobójczy podczas religijnej ceremonii. |
| 27 lutego | 10     | 17    | Kandahar     | Eksplozje dwóch bomb podczas walk psów. |

## Marzec
| Data     | Zabici | Ranni | Miejsce    | Opis                                                                                                 |
| -------- | ------ | ----- | ---------- | --- |
| 3 marca  | 9      | 30    | Hangu      | Zamachowiec jadący samochodem wysadził się w powietrze.                                              |
| 3 marca  | 9      | 13    | Haditha    | Zamachowiec-samobójca odpalił bombę w banku.                                                         |
| 8 marca  | 25     | 127   | Fajsalabad | Zamach bombowy w Fajsalabadzie.                                                                      |
| 9 marca  | 37     | 52    | Peszawar   | Zamach samobójczy podczas pogrzebu członka pasztuńskiej starszyzny plemiennej sprzyjającego rządowi. |
| 14 marca | 37     | 42    | Kunduz     | Zamach samobójczy na punkt rekrutacyjny armii afgańskiej w północnym Afganistanie.                   |
| 14 marca | 10     | 29    | Bagdad     | Zamach samobójczy w kwaterze wojskowej.                                                              |

## Kwiecień
| Data        | Zabici | Ranni | Miejsce         | Opis |
| ----------- | ------ | ----- | --------------- | --- |
| 3 kwietnia  | 41     |       | Dera Ghazi Khan | Dwaj zamachowcy-samobójcy wysadzili się w powietrze w sufickiej świątyni.                               |
| 4 kwietnia  | 8      | 40    | Dolny Dir       | Zamachowiec-samobójca wysadził się w powietrze na przystanku autobusowym.                               |
| 7 kwietnia  | 1      | 20    | Kweta           | Wybuch samochodu-pułapki przed domem oficera policji.                                                   |
| 9 kwietnia  | 10     | 20    | Suleja          | Wybuch bomby podczas wyborów.                                                                           |
| 11 kwietnia | 12     | 204   | Mińsk           | Zamach w mińskim metrze.                                                                                |
| 13 kwietnia | 10     | 20    | Kunar           | Zamach terrorystyczny w wykonaniu zamachowca-samobójcy.                                                 |
| 16 kwietnia | 9      | 8     | Dżalalabad      | Zamachowiec-samobójca wysadził się w bazie wojskowej - zginęło pięciu żołnierzy NATO oraz 4 afgańskich. |
| 21 kwietnia | 19     | 40    | Karaczi         | Wybuch bomby w świątyni hazardu.                                                                        |
| 23 kwietnia | 5      | 5     | Bajaur          | Zamachowiec jadący samochodem odpalił bombę.                                                            |
| 28 kwietnia | 16     | 10    | Marrakesz       | Zamachowiec-samobójca odpalił bomby w kawiarni.                                                         |
| 30 kwietnia | 8      | 19    | Mosul           | Zamach terrorystyczny w punkcie policyjnym koło targowiska.                                             |

## Maj
| Data    | Zabici | Ranni | Miejsce    | Opis |
| ------- | ------ | ----- | ---------- | --- |
| 3 maja  | 11     | 40    | Lohardaga  | Zamach terrorystyczny w wykonaniu naksalitów.                                                                         |
| 13 maja | 80     | 140   | Charsadda  | Podwójny zamach bombowy w wojskowym centrum szkoleniowym. Pierwszy poważny odwet za śmierć Usamy ibn Ladina.          |
| 18 maja | 13     | 13    | Dżalalabad | Zamach w wykonaniu zamachowca-samobójcy.                                                                              |
| 19 maja | 29     | 90    | Kirkuk     | Eksplozja samochodu-pułapki.                                                                                          |
| 21 maja | 15     | 0     | Chajber    | Talibowie wysadzili w powietrze ciężarówkę NATO.                                                                      |
| 21 maja | 6      | 23    | Kabul      | Zamachowiec-samobójca wysadził się w szpitalu wojskowym.                                                              |
| 21 maja | 6      | 0     | Chost      | Dwóch zamachowców wysadziło ładunki przy policyjnym posterunku.                                                       |
| 22 maja | 16     | 24    | Taji       | Seria zamachów terrorystycznych pod Bagdadem.                                                                         |
| 22 maja | 24     | 21    | Karaczi    | Atak talibów na port marynarki wojennej.                                                                              |
| 25 maja | 6      | 26    | Peszawar   | Wybuch samochodu-pułapki pod posterunkiem policyjnym.                                                                 |
| 26 maja | 38     | 52    | Hangu      | Wybuch samochodu-pułapki pod posterunkiem policyjnym.                                                                 |
| 26 maja | 8      | 11    | Bajaur     | Zamachowiec-samobójca odpalił bombę wśród prorządowych bojówek plemiennych.                                           |
| 27 maja | 1      | 4     | Sydon      | Pojazd, którym jechali włoscy żołnierze sił pokojowych ONZ (UNIFIL), został wysadzony w powietrze na południu Libanu. |
| 29 maja | 10     | 20    | Bauchi     | Wybuch bomby w okolicy wojskowych baraków.                                                                            |

## Czerwiec
| Data       | Zabici | Ranni | Miejsce                | Opis |
| ---------- | ------ | ----- | ---------------------- | --- |
| 2 czerwca  | 10     | 15    | Ramadi                 | Trzy ataki na budynki rządowe. |
| 3 czerwca  | 21     | 60    | Tikrit                 | Zamach terrorystyczny: podłożenie ładunku oraz akcja zamachowca-samobójcy.                                                                               |
| 5 czerwca  | 6      | 10    | Garhi Matani, Peszawar | Sześć osób zginęło w wyniku wybuchu bomby. |
| 5 czerwca  | 18     | 40    | Nowshera               | Zamachowiec-samobójca wysadził się w piekarni. |
| 6 czerwca  | 27     | 39    | Tikrit                 | Kolejna seria zamachów terrorystycznych w Tirkicie. |
| 10 czerwca | 2      |       | Mogadiszu              | W zamachu samobójczym zginął minister spraw wewnętrznych Somalii Abdiszakur Hasan Farah. Zamachu dokonała jego siostrzenica.                             |
| 11 czerwca | 70     | 104   | Peszawar               | Wieczorny zamach samobójczy w supermarkecie. |
| 16 czerwca | 2      |       | Abudża                 | Zamachowiec samobójca wysadził się w powietrze na parkingu przed siedzibą policji - spłonęło 50 samochodów.                                              |
| 18 czerwca | 9      | 12    | Kabul                  | Potrójny zamach samobójczy pod posterunkiem i targowiskiem.                                                                                              |
| 21 czerwca | 35     | 54    | Diwanija               | Zamach terrorystyczny w wykonaniu Al-Kaidy. |
| 23 czerwca | 48     | 96    | Bagdad                 | Eksplozja bomby pod szyickim meczetem. |
| 24 czerwca | 10     | 24    | Aden                   | W mieście podczas antyrządowych protestów wybuchł samochód-pułapka, w wyniku czego zginęło czterech żołnierzy oraz jeden cywil, a 16 odniosło obrażenia. |
| 25 czerwca | 10     | 24    | Khan Abad, Kunduz      | Wybuch motocyklu-pułapki na bazarze. |
| 25 czerwca | 60     | 120   | Logar                  | Zamach samobójczy w szpitalu. |

## Lipiec
| Data     | Zabici | Ranni | Miejsce    | Opis                                                                                   |
| -------- | ------ | ----- | ---------- | -------------------------------------------------------------------------------------- |
| 5 lipca  | 35     | 28    | Tiji       | W wyniku eksplozji samochodu-pułapki w miejscowości Tiji pod Bagdadem zginęło 35 osób. |
| 13 lipca | 21     | 113   | Bombaj     | Potrójny zamach terrorystyczny w Bombaju.                                              |
| 22 lipca | 7      | 10    | Oslo       | Atak na budynek rządowy.                                                               |
| 22 lipca | 68     | 97    | Utøya      | Atak na obóz młodzieżówki Partii Pracy.                                                |
| 28 lipca | 15     | 30    | Tikrit     | Wybuch samochodu-pułapki.                                                              |
| 31 lipca | 10     | 12    | Laszkargah | Zamachowiec-samobójca odpalił ładunki wybuchowe.                                       |

## Sierpień
| Data        | Zabici | Ranni | Miejsce                              | Opis                                                                         |
| ----------- | ------ | ----- | ------------------------------------ | ---------------------------------------------------------------------------- |
| 1 sierpnia  | 5      | 7     | Imphal                               | Wybuch bomby na targowisku.                                                  |
| 14 sierpnia | 26     | 34    | Parwan                               | Wybuch bomby na targowisku.                                                  |
| 15 sierpnia | 62     | 273   | Kut, Nadżaf, Kirkuk, Karbala, Tirkit | Seria skoordynowanych ataków terrorystycznych w kilku miastach Iraku.        |
| 19 sierpnia | 48     | 100   | Jamrud                               | Zamachowiec-samobójca wysadził się wśród wiernych uczestniczących w modłach. |
| 25 sierpnia | 10     | 14    | Nowshera                             | Wybuch motocykla-pułapki pod hotelem.                                        |

## Wrzesień
| Data        | Zabici | Ranni | Miejsce     | Opis                                                          |
| ----------- | ------ | ----- | ----------- | ------------------------------------------------------------- |
| 14 września | 15     | 20    | Al-Falludża | Bomba eksplodowała pod busem przewożących irackich żołnierzy. |
| 22 września | 4      | 60    | Machaczkała | Wybuch samochodu-pułapki.                                     |

## Październik
| Data            | Zabici | Ranni | Miejsce   | Opis |
| --------------- | ------ | ----- | --------- | --- |
| 4 października  | 139    | 39    | Mogadiszu | Zamach w Mogadiszu (2011) |
| 29 października | 15     | ?     | Kabul     | Potrójny zamach terrorystyczny na konwój zagranicznych wojsk. Zginęło czworo Afgańczyków, w tym troje cywilów i policjant oraz 10 żołnierzy ISAF-u. |

## Listopad
| Data         | Zabici | Ranni | Miejsce | Opis                                                                                        |
| ------------ | ------ | ----- | ------- | ------------------------------------------------------------------------------------------- |
| 6 listopada  | 7      | 15    | Baghlan | Zamachu dokonano zaraz po modlitwach z okazji muzułmańskiego Święta Ofiar (Id al-Adha).     |
| 6 listopada  | 10     | 26    | Bagdad  | Potrójna eksplozja na targowisku na którym ludzie robili zakupy z okazji święta Id al-Adha. |
| 25 listopada | 19     | 65    | Basra   | Potrójny zamach na zatłoczonym targowisku.                                                  |
| 26 listopada | 16     | 30    | Bagdad  | Zamach terrorystyczny w Abu Ghraib.                                                         |
| 28 listopada | 19     | 25    | Bagdad  | Wybuch samochodu-pułapki przed wjazdem do więzienia.                                        |

## Grudzień
| Data       | Zabici | Ranni | Miejsce           | Opis |
| ---------- | ------ | ----- | ----------------- | --- |
| 1 grudnia  | 10     | 25    | Chalis k. Bagdadu | Wybuch samochodu-pułapki przed targowiskiem. |
| 6 grudnia  | 54     | 150   | Kabul             | Zamach terrorystyczny w pobliżu świątyni szyickiej podczas świętą Aszury. |
| 21 grudnia | 5      | 0     | Razaak, Ghazni    | Wybuch 100 kilogramowej miny-pułapki pod kołami pojazdu opancerzonego M-ATV, w wyniku czego zginęło pięciu polskich żołnierzy.                                                      |
| 22 grudnia | 72     | 200   | Bagdad            | Skoordynowany atak terrorystyczny w irackiej stolicy, gdzie eksplodowało łącznie 16 bomb w tydzień, po oficjalnym zakończeniu amerykańskiego zaangażowania militarnego w tym kraju. |
| 23 grudnia | 40     | 100   | Damaszek          | Podwójny zamach bombowy pod siedzibami służb bezpieczeństwa. Nikt nie wziął odpowiedzialności za atak, który miał miejsce podczas narodowego powstania.                             |
| 25 grudnia | 19     |       | Abudża            | Wybuch bomby w kościele katolickim. Za zamach obarczono rebeliantów z Boko Haram.                                                                                                   |